# Min Sithu
Pour le nat du même nom, voir Alaungsithu.
Min Sithu (birman မင်းစည်သူ, míɴ sìθù, ou Sithu Nge, mort en 1486) est un gouverneur de Taungû, en Birmanie. Il était le fils aîné de Sithu Kyawhtin, nommé à ce poste en 1470 par le roi Thihathura d'Ava. Sithu Kyawthin fut tué en 1481 en luttant contre les rebelles de Yamethin et Min Sithu lui succéda au poste de gouverneur.
Il fut assassiné en janvier 1486 par son neveu Mingyinyo, fils de sa sœur Min Hla Nyet, auquel il avait refusé à plusieurs reprises de donner sa fille Soe Min en mariage. Mingyinyo se proclama gouverneur de Taungû et fonda quelques années plus tard la dynastie Taungû (1486–1599).

## Famille
- Père : Sithu Kyawhtin
- Mère : Min Hla Htut[1]
- Épouse : Min Hla Myat
- Enfants : Soe Min (fille), Uzana (fils), Min Hla (fils)